# Saint-Vulbas
Saint-Vulbas és un municipi francès, situat al departament de l'Ain i a la regió d'Alvèrnia-Roine-Alps. En aquest municipi hi ha la Central Nuclear de Bugey, al costat del riu Roine.